# Franciszek Ksawery Drucki-Lubecki
Niektóre z zamieszczonych tu informacji od 2018-09 wymagają weryfikacji.
Dokładniejsze informacje o tym, co należy poprawić, być może znajdują się w dyskusji tego artykułu.
 Po wyeliminowaniu niedoskonałości należy usunąć szablon {{Dopracować}} z tego artykułu.

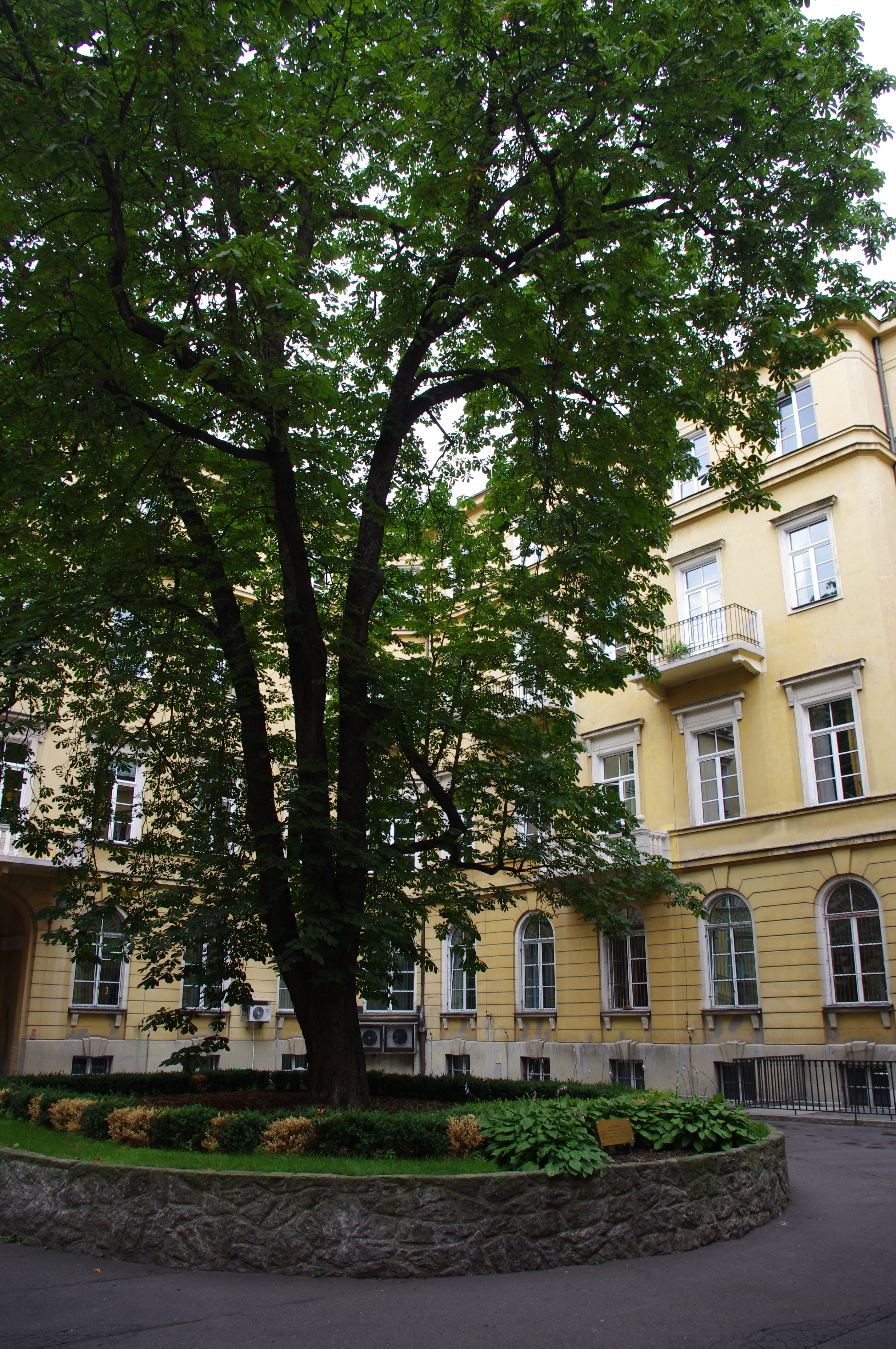
Kasztanowiec posadzony w 1827 przez ministra skarbu Franciszka Ksawerego Druckiego-Lubeckiego. Kasztanowiec znajduje się w podwórku przy Urzędzie Miar na ul. Elektoralnej w Warszawie, naprzeciwko budynku XVII LO im. A. Frycza Modrzewskiego w Warszawie przy ul. Elektoralnej 5/7

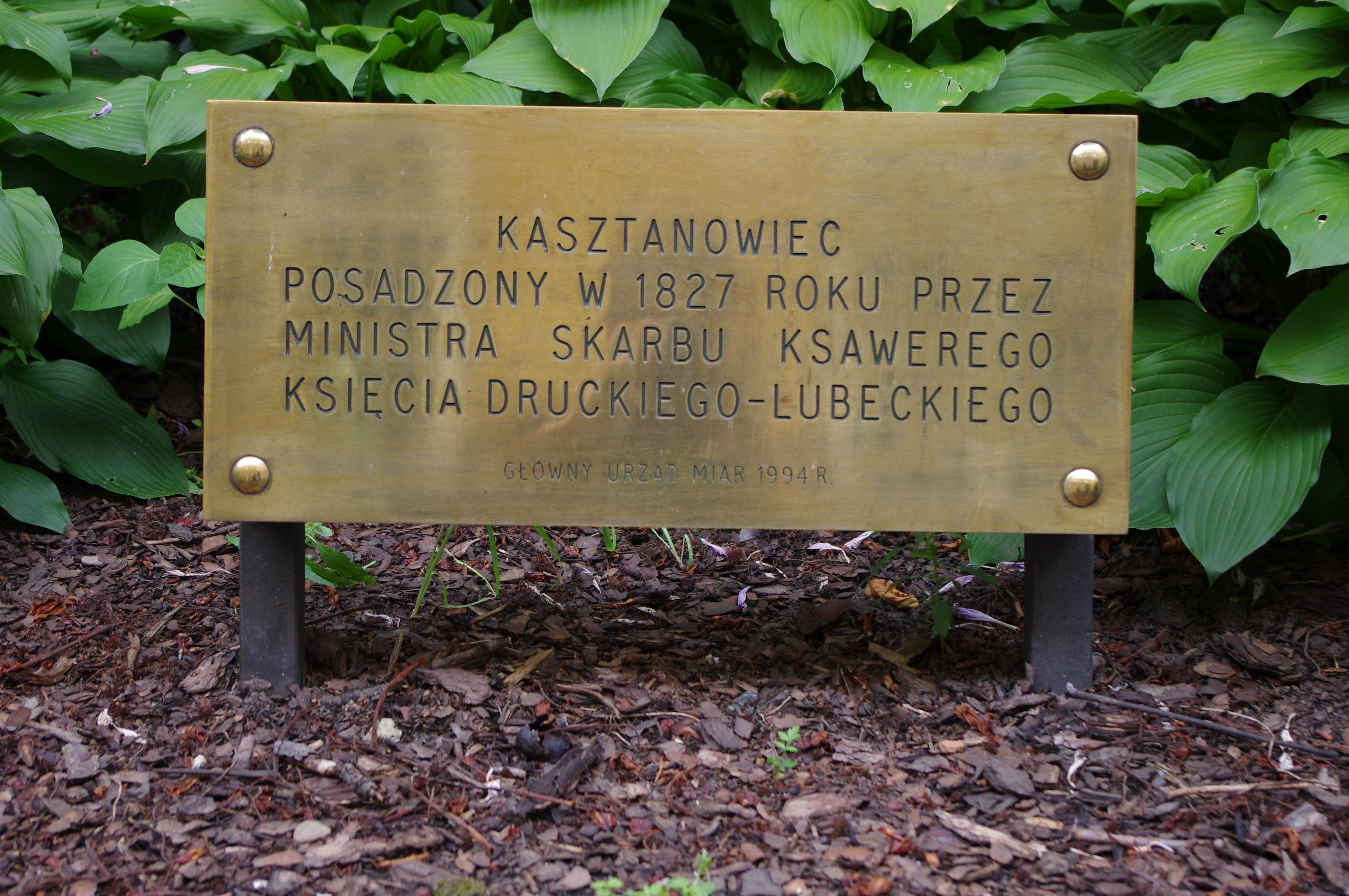

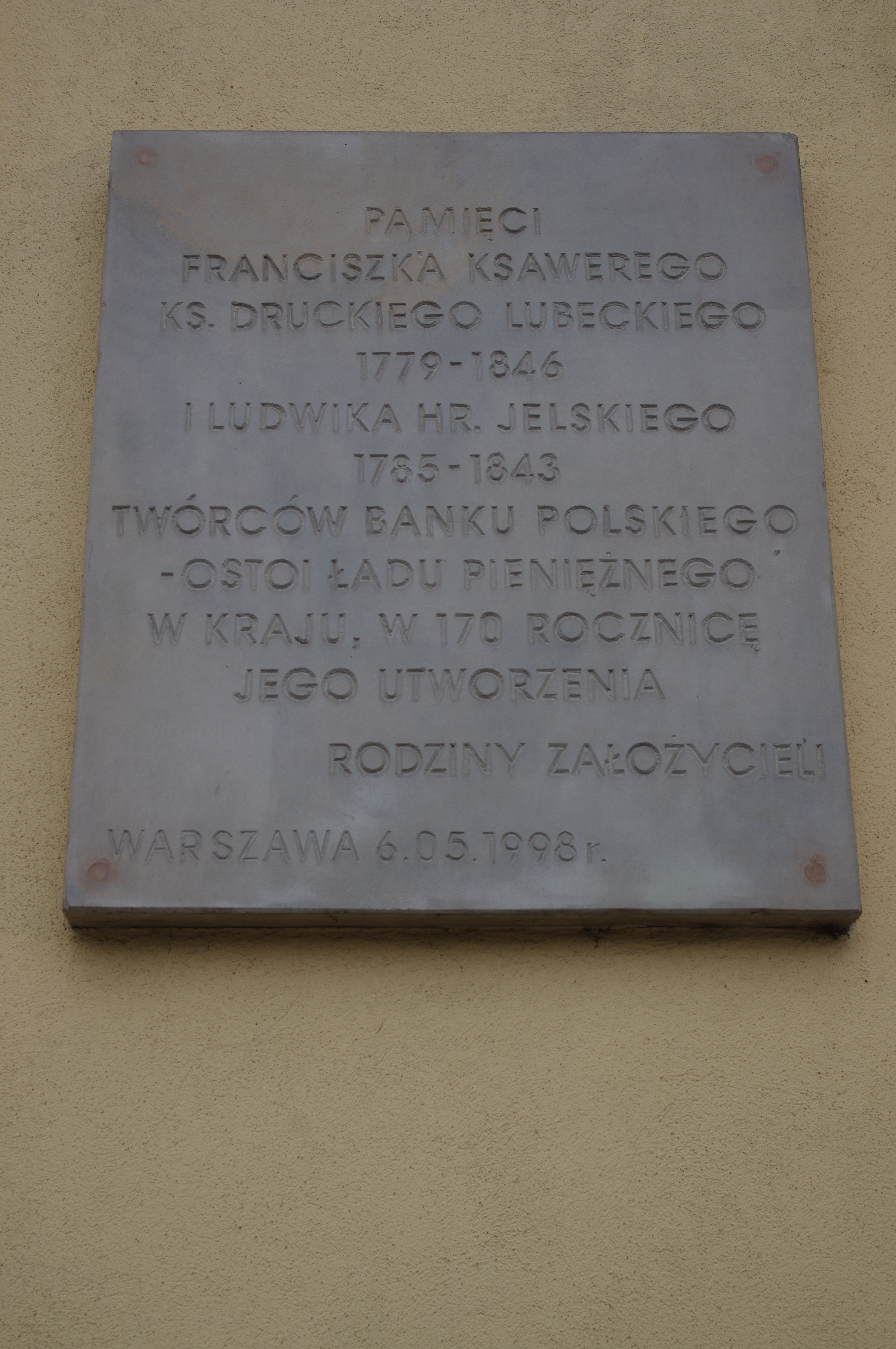
Tablica upamiętniająca Franciszka Ksawerego Druckiego-Lubeckiego i Ludwika Jelskiego na gmachu dawnej Giełdy i Banku Polskiego na Placu Bankowym w Warszawie

Franciszek Ksawery Drucki-Lubecki herbu Druck (ur. 16 grudnia 1779 w Pohoście na Polesiu, zm. 28 maja 1846 w Sankt Petersburgu) – polski książę, polityk, minister skarbu Królestwa Polskiego w latach 1821–1830, minister prezydujący w Komisji Rządowej Spraw Wewnętrznych i Policji Królestwa Polskiego w grudniu 1830 roku, członek Komisji Najwyższej Egzaminacyjnej przy Radzie Stanu Królestwa Kongresowego w 1830 roku, członek Rządu Tymczasowego Królestwa Polskiego w 1815 roku, założyciel Towarzystwa Kredytowego Ziemskiego (1825) i Banku Polskiego (1828), marszałek guberni grodzieńskiej w latach 1815–1817 i 1828–1834, marszałek powiatu grodzieńskiego w latach 1809–1815, rzeczywisty radca stanu.
Zwany był „małym księciem”.

## Życiorys
Wychowywał się w podupadłej rodzinie magnackiej. Syn kasztelana pińskiego księcia Franciszka Druckiego Lubeckiego i Genowefy z Olizarów-Wołczkiewiczów (siostry Filipa Nereusza Olizara). Miał siedmioro rodzeństwa:
- Onufrego, marszałka powiatowego pińskiego, żonatego z Apolinarią Żabą h. Kościesza
- Teresę zamężną za Józefem Scipio del Campo h. wł.
- Karola Józefa Idziego, marszałka powiatowego pińskiego, żonatego z Nimfą Ślizień h. Świat
- Hieronima, marszałka powiatowego pińskiego, żonatego z Krystyną Niemirowicz-Szczytt h. Jastrzębiec
- Annę za Józefem Strutyńskim
- Józefę za Wojciechem Pusłowskim h. Szeliga
- Teklę za Józefem Niemirowiczem-Szczyttem h. Jastrzębiec[5]

W wieku siedmiu lat, razem z młodszym o rok bratem Hieronimem, został oddany przez ojca do Korpusu Kadetów w Petersburgu. Według przekazu rodzinnego stało się tak z powodu rozkazu lub na życzenie potężnego rosyjskiego feldmarszałka Potiomkina. W 1797 r. ukończył naukę w kuźni kadr rosyjskiego imperium ze stopniem podchorążego i przeszedł do nizowskiego pułku muszkieterów.
Nauka i brutalna tresura w petersburskim korpusie zaważyła na poglądach o Rosji i dalszym życiu księcia. Poza perfekcyjną znajomością języka rosyjskiego z akcentem petersburskim zaowocowała osobistymi znajomościami z Rosjanami, którzy w późniejszych latach objęli wiele istotnych stanowisk w instytucjach Petersburga.
Będąc oficerem w armii rosyjskiej w latach 1798–1799 służył pod komendą feldmarszałka Suworowa, brał udział w czteromiesięcznej kampanii włoskiej przeciw Francji, nie walczył jednak bezpośrednio przeciw legionom Dąbrowskiego. Według opinii na temat służby siedmiokrotnie brał udział w walce, a za męstwo wykazane w starciu z wojskami francuskimi w okolicach Alessandrii w czerwcu 1799 roku został mianowany kawalerem Orderu św. Anny 3 klasy. Z powodu kontuzji żebra w grudniu 1800 zwolnił się z wojska i po kilkunastu latach powrócił na Litwę. Osiadł w Czerlonie na Grodzieńszczyźnie, po ślubie ze swoją czternastoletnią siostrzenicą Marią 20 czerwca 1814 r. przeniósł się do Szczuczyna.
W 1806 roku został wybrany członkiem komitetu gubernialnego do spraw żydowskich. W styczniu 1809 roku, w wieku 30 lat, został wybrany przez szlachtę na marszałka powiatu grodzieńskiego. W latach 1813–1815 był członkiem Rady Najwyższej Tymczasowej Księstwa Warszawskiego. Zwolennik polityki prorosyjskiej na Litwie. Wiązał nadzieje na odbudowę Polski z Aleksandrem I.
Będąc w latach 1821–1830 ministrem skarbu Królestwa Polskiego, wprowadził politykę oszczędnościową, egzekwował bezwzględnie zaległości podatkowe, nałożył podatek pośredni na niektóre artykuły pierwszej potrzeby, rozbudował monopol państwowy na sól i wyroby tytoniowe, a także wspierał program poszukiwań soli. W ten sposób zlikwidował deficyt budżetowy oraz zapewnił budżetowi nadwyżkę, która mogła być przeznaczana na inwestycje. Zapewnił także Polsce zewnętrzne rynki zbytu i zabezpieczył ją przed obcą konkurencją. Wydał decyzję o budowie rządowej warzelni soli w Ciechocinku. Przed podjęciem decyzji zabiegał o poparcie i zgodę namiestnika, księcia Józefa Zajączka i przychylność króla Polski i cesarza Rosji. Inicjator założenia Towarzystwa Kredytowego Ziemskiego w 1825 roku i Banku Polskiego w 1828. Jego dziełem była wstępna industrializacja ziem Królestwa, rozwój starych gałęzi przemysłu jak hutnictwo w Zagłębiu Staropolskim oraz nowych jak górnictwo w Zagłębiu Dąbrowskim czy włókiennictwo w Łodzi. Dzięki swoim wpływom w Sankt Petersburgu i argumentacji politycznej doprowadził do zniesienia bariery celnej między Rosją i Polską, co zapewniło wyrobom polskim nieograniczoną niemal możliwość zbytu na terenie Rosji i tranzyt przez Rosję dalej na wschód. Chroniąc kraj od konkurencji wyrobów pochodzących z krajów niemieckich, wprowadził protekcyjne cła przywozowe na granicy z Prusami. Spowodowało to tzw. wojnę celną z Prusami. Widocznym efektem tych wydarzeń jest Kanał Augustowski, mający umożliwić transport rzeczny z obszaru Królestwa na Bałtyk bez potrzeby przekraczania granicy pruskiej. Zbudował w Polsce nowoczesne drogi.
Jako zwolennik polityki ugody z Rosją wystąpił przeciwko powstaniu listopadowemu. W grudniu 1830 roku zawiózł, wraz z Janem Nepomucenem Jezierskim, petycję do cesarza, żądając przestrzegania konstytucji, wyprowadzenia wojsk rosyjskich z obszaru Królestwa oraz włączenia w jego skład tzw. Ziem zabranych. Po odrzuceniu petycji i wybuchu wojny polsko-rosyjskiej zdecydował się pozostać w Rosji.
Od 1832 był członkiem rosyjskiej Rady Państwa. W 1816 odznaczony Orderem Orła Białego, w 1785 kawaler Orderu Świętego Stanisława, w 1815 odznaczony rosyjskim Orderem św. Włodzimierza. Odznaczony Orderem Świętego Aleksandra Newskiego, Wielkim Krzyżem austriackiego Orderu Leopolda, pruskim Orderem Orła Czerwonego 1. klasy i saskim Orderem Korony Rucianej. Był członkiem honorowym Towarzystwa Warszawskiego Przyjaciół Nauk.
Po śmierci księcia w roku 1846 w Petersburgu, jego ciało zostało przetransportowane i pochowane w grobowcu rodzinnym w kaplicy kościoła św. Wojciecha w Olszewie w rejonie bereskim na Białorusi. Kościół uległ zniszczeniu w wieku XX.  
Z małżeństwa z Marią Scipio del Campo pozostawił dwóch synów i pięć córek:
- Augustę (ur. 1808)[potrzebny przypis] za Leonem Siemieńskim
- Julię (ur. 1811)[potrzebny przypis] za Ksawerym hr. Pusłowskim
- Józefa Gabriela Gustawa (ur. 1817)
- Genowefę Paulinę Emilię (ur. 1821) za Władysławem Pusłowskim
- Sewerynę (ur. 1824) za Achillesem Zaleskim
- Aleksandra Medarda Franciszka (ur. 8 VII 1827) żonatego z Marią Szemiot
- Jadwigę (ur. 1836) za Stanisławem Bychowcem.

W 1918 roku od nazwiska Ksawerego Druckiego-Lubeckiego nazwano minerał lubeckit, odmianę psylomelanu występującą w Miedziance koło Kielc. Wizerunek Ksawerego Druckiego-Lubeckiego został umieszczony na złotej monecie okolicznościowej o nominale 200 zł wyemitowanej 30 marca 2009 roku z okazji 180. rocznicy założenia pierwszego banku centralnego w Polsce. Jego imieniem nazwano ulice w Bydgoszczy i Kielcach.

## Działalność masońska
W XVIII wieku był członkiem loży wolnomularskiej Świątynia Izis, członkiem honorowym lóż: Doskonała Jedność w 1820 roku, Przyjaciele Ludzkości, Zum Gutten Hirten w 1821 roku.